# Selecció femenina de Rugby VII del Canadà

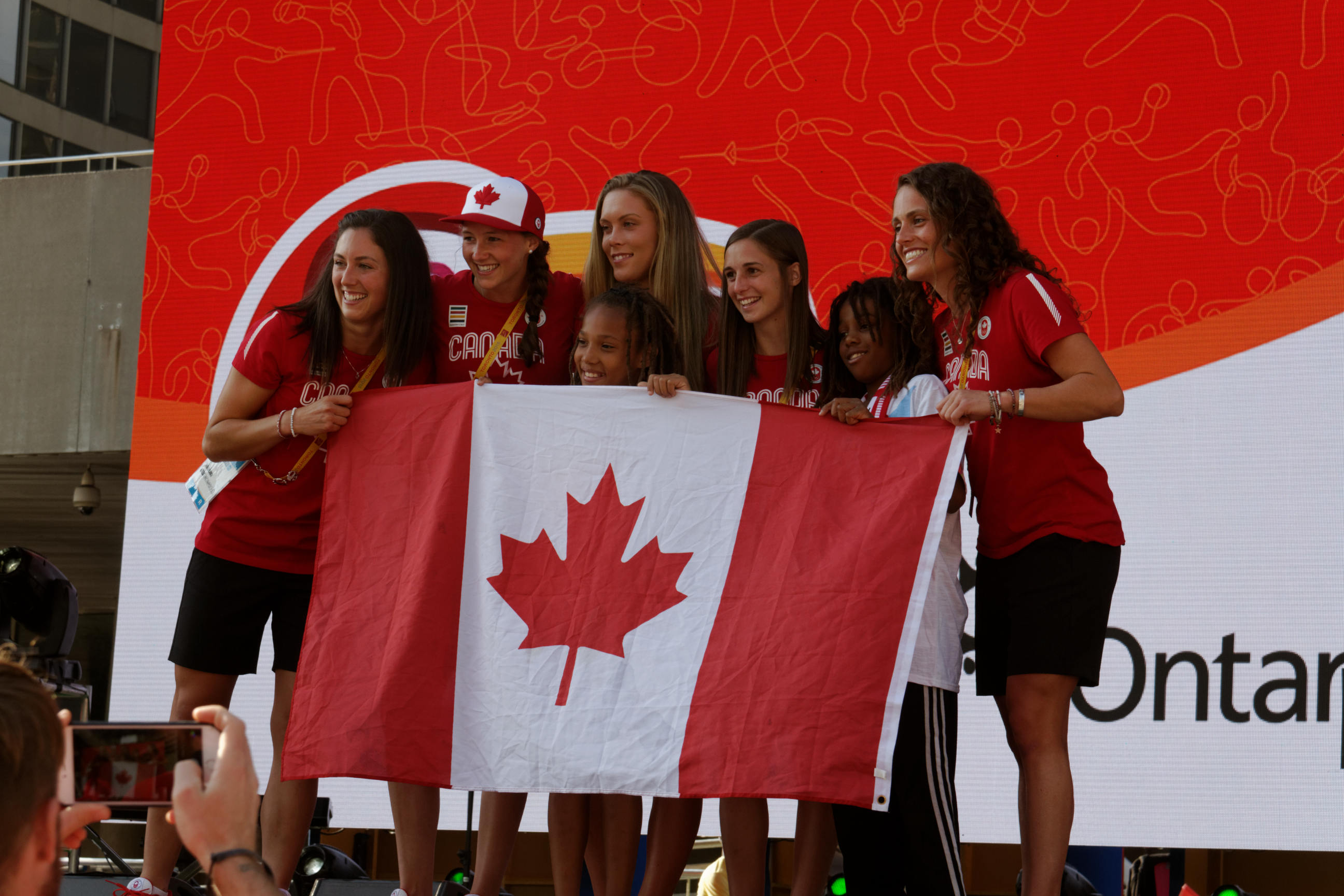
Imatge de l'equip nacional al torneig dels Jocs Panamericans de 2015

La selecció femenina de Rugbi VII del Canadà representa al Canadà en les competicions internacionals femenines de Rugbi a 7. Ha participat en les 3 edicions olímpiques, guanyant 1 medalla de bronze a Rio 2016 i una medalla de plata a París 2024. A més, ha guanyat 1 medalla de plata en el Campionat del Món de Rússia de 2013, així com set medalles en les World Rugby Women's Series.

## Historial

### Jocs Olímpics
| Edició | Any  | Seu            | Posició    | J | G | E | P | GF  | GC  |
| ------ | ---- | -------------- | ---------- | - | - | - | - | --- | --- |
| XXX    | 2016 | Rio de Janeiro | 3          | 6 | 4 | 0 | 2 | 136 | 54  |
| XXXI   | 2020 | Tòquio         | 9a posició | 5 | 3 | 0 | 2 | 114 | 67  |
| XXXII  | 2024 | París          | 2          | 6 | 4 | 0 | 2 | 112 | 119 |

### Campionat del Món
| Edició | Any  | Seu           | Posició    | J | G | E | P | GF  | GC |
| ------ | ---- | ------------- | ---------- | - | - | - | - | --- | -- |
| I      | 2009 | Emirats Àrabs | 6a posició | 6 | 3 | 0 | 3 | 121 | 76 |
| II     | 2013 | Rússia        | 2          | 6 | 4 | 0 | 2 | 102 | 68 |
| III    | 2018 | Estats Units  | 7a posició | 4 | 2 | 0 | 2 | 98  | 79 |
| IV     | 2022 | Sud-àfrica    | 6a posició | 4 | 2 | 0 | 2 | 53  | 75 |

### World Rugby Women Sevens Series
| Edició | Temporada | Posició    |
| ------ | --------- | ---------- |
| I      | 2012-13   | 3          |
| II     | 2013-14   | 3          |
| III    | 2014-15   | 2          |
| IV     | 2015-16   | 3          |
| V      | 2016-17   | 3          |
| VI     | 2017-18   | 4a posició |
| VII    | 2018-19   | 3          |
| VIII   | 2019-20   | 2          |
| IX     | 2021-22   | 7a posició |
| X      | 2022-23   | 9a posició |
| XI     | 2023-24   | 5a posició |
| XII    | 2024-25   | 4a posició |